# William Valentine Andrews
William Valentine S. Andrews (ur. 11 lutego 1811 w Pilton, zm. 20 października 1878 w Brooklynie) – brytyjski (angielski) księgarz i entomolog.
Urodził się w 1811 roku w Pilton w angielskim hrabstwie Somerset. Wcześnie wstąpił do Brytyjskiej Armii. Służył w Coldstream Guards, gdzie awansował ostatecznie do rangi kapitana. Po rezygnacji ze służby wojskowej zamieszkał w Kanadzie. Przez kilka lat prowadził księgarnię w Londonie w Ontario. Później przeprowadził się do Nowego Jorku, gdzie również handlował książkami. Zmarł w 1878 roku na Brooklynie. Pochowany został na Rosedale Cementary w New Jersey.
Andrews zajmował się entomologią w czasie wolnym. Prowadził zbiór motyli i chrząszczy. Publikował głównie o motylach, chrząszczom poświęcając dwie prace, w tym Elytra of Dytiscus and Acilius z 1883 roku.